# فأر كاليورتي
فأر كاليورتي (الاسم العلمي:Mus callewaerti) (بالإنجليزية: Callewaert’s Mouse)‏ هو نوع من الحيوانات يتبع جنس الفأر من الفصيلة الفأرية.